# Deluge (software)
Deluge es un cliente BitTorrent multiplataforma programado en Python y GTK+ (a través de PyGTK). Deluge se puede utilizar en cualquier sistema operativo que respete el estándar POSIX. Su objetivo es brindar un nativo y completo cliente a entornos de escritorio GTK como son GNOME y Xfce. Desde el 13 de marzo de 2009 está disponible una versión oficial para Microsoft Windows. El programa utiliza la biblioteca libtorrent escrita en C++ por medio de los bindings oficiales en Python.

## Historia
Deluge fue creado por dos miembros de Ubuntu Forums, Zach Tibbits y Alon Zakai. Al principio estaba alojado y mantenido en Google Code, sin embargo posteriormente lo movieron a su propio sitio web.
En su etapa de desarrollo inicial, Deluge fue conocido como gTorrent debido a que era un cliente BitTorrent para GNOME (la «g» en «gTorrent» se refiere a «GNOME»). Cuando la primera versión fue lanzada al público el 25 de septiembre de 2006, le cambiaron el nombre a Deluge ya que ya existía un programa llamado gtorrent en SourceForge, y también para evitar la implicación de que el cliente fuera solo para GNOME.
La versión 0.5 el código fue reescrito por completo de la rama 0.4.x. La rama 0.5.x añadió soporte para cifrado, intercambio de pares, prefijo binario y UPnP.
Al poco tiempo de lanzar la versión 0.5.1, los creadores abandonaron el proyecto dejando a Marcos 'markybob' Pinto y Andrew 'andar' Resch para continuar el desarrollo por su cuenta.
Con la versión 0.5.4.1 se dio soporte para Mac OS X (a través de MacPorts) y se encuentra disponible un instalador para Windows. Con la versión 0.5.8.8 se retractaron debido a un error que causaba que se bloquease Deluge a algunos usuarios.
Desde la versión 1.1.1 hasta la versión 1.1.3, los instaladores para Windows estaban temporalmente fuera de servicio debido a que el empaquetador de Windows dejó el proyecto.
Tras la versión 1.1.3, los desarrolladores ya no proporcionan los paquetes para los sistemas operativos; en cambio, proporcionando el código fuente en paquetes tar, la comunidad lo empaqueta para cada sistema operativo.

## Características
- Creación de torrents
- Complementos implementados como módulos

Deluge soporta las siguientes opciones de conexión:
- Soporte principal de DHT
- Intercambio de pares de uTorrent
- Cifrado del protocolo BitTorrent
- UPnP y NAT-PMP
- Soporte de proxy para pares, rastreadores DHT y sembrado desde web
- Torrents privados

Además, ofrece las siguientes características:
- Permite la descarga de múltiples archivos desde una sola ventana
- Preasignación completa y asignación compacta
- Limitación de velocidad global e individual por cada torrent
- Permite seleccionar archivos de un torrent antes de iniciar la descarga
- Opción para priorizar las primeras y últimas piezas de un archivo para permitir previsualización de medios
- Permite especificar una carpeta de descarga global y una carpeta de archivos completados
- Sistema de colas para un mejor manejo del ancho de banda entre descargas
- Permite parar la compartición de un archivo una vez que se ha llegado a una proporción especificada
- Permite ser minimizado a la bandeja del sistema y, opcionalmente, protegerlo con una contraseña

## Historial de lanzamientos
| Key   | Key                     |
| ----- | ----------------------- |
| Red   | Lanzamiento sin soporte |
| Green | Lanzamiento actual      |
| Blue  | Futuro lanzamiento      |

| Versión mayor         | Versión menor | Fecha de lanzamiento     | Cambios significativos                                                       |
| --------------------- | ------------- | ------------------------ | ---------------------------------------------------------------------------- |
| 0.1                   | 0.1.0         | 25 de septiembre de 2006 | Primer lanzamiento de Deluge (formalmente gTorrent)                          |
| 0.2                   | 0.2.0         | 04 de octubre de 2006    | -                                                                            |
| 0.3                   | 0.3.0         | 30 de octubre de 2006    | -                                                                            |
| 0.4                   | 0.4.0         | 27 de enero de 2007      | -                                                                            |
| 0.5                   | 0.5.1.0       | 11 de junio de 2007      | Intercambio de pares, cifrado, UPnP + NATPMP, Interfaz de usuario mejorada   |
| 0.5                   | 0.5.9.4       | 22 de julio de 2008      | -                                                                            |
| 1.0 (Formalmente 0.6) | 0.9.09        | 15 de septiembre de 2008 | (Versiones candidatas de la versión 1.0)                                     |
| 1.0 (Formalmente 0.6) | 1.0.0         | 22 de septiembre de 2008 | 1.0.0 Versión estable. Nombre en código "Sharks are Bulletproof."            |
| 1.0 (Formalmente 0.6) | 1.0.7         | 11 de diciembre de 2008  | UI, correcciones en libtorrent                                               |
| 1.1                   | 1.1.0         | 11 de enero de 2009      | Soporte para enlaces Magnet                                                  |
| 1.1                   | 1.1.3         | 15 de febrero de 2009    | No se proveen más paquetes, correcciones de errores                          |
| 1.1                   | 1.1.4         | 08 de marzo de 2009      | -                                                                            |
| 1.1                   | 1.1.5         | 16 de marzo de 2009      | -                                                                            |
| 1.1                   | 1.1.6         | 06 de abril de 2009      | -                                                                            |
| 1.1                   | 1.1.7         | 25 de abril de 2009      | -                                                                            |
| 1.1                   | 1.1.8         | 21 de mayo de 2009       | -                                                                            |
| 1.1                   | 1.1.9         | 15 de junio de 2009      | -                                                                            |
| 1.2                   | 1.2.0         | 12 de enero de 2010      | XMLRPC fue reemplazado por DelugeRPC, WebUI fue reescrito desde el principio |
| 1.2                   | 1.2.1         | 20 de febrero de 2010    | -                                                                            |
| 1.2                   | 1.2.2         | 19 de marzo de 2010      | -                                                                            |
| 1.2                   | 1.2.3         | 27 de marzo de 2010      | Soporte para libtorrent 0.15                                                 |
| 1.3                   | 1.3.0         | 18 de septiembre de 2010 | -                                                                            |
| 1.3                   | 1.3.1         | 31 de octubre de 2010    | -                                                                            |
| 1.3                   | 1.3.2         | 24 de mayo de 2011       | -                                                                            |
| 1.3                   | 1.3.3         | 22 de julio de 2011      | -                                                                            |
| 1.3                   | 1.3.4         | 03 de marzo de 2012      | -                                                                            |
| 1.3                   | 1.3.5         | 09 de abril de 2012      | -                                                                            |
| 1.3                   | 1.3.6         | 25 de febrero de 2013    | -                                                                            |
| 1.3                   | 1.3.7         | 09 de julio de 2014      | -                                                                            |
| 1.3                   | 1.3.8         | 04 de octubre de 2014    | -                                                                            |
| 1.3                   | 1.3.9         | 04 de octubre de 2014    | -                                                                            |
| 1.3                   | 1.3.10        | 15 de octubre de 2014    | -                                                                            |
| 1.3                   | 1.3.11        | 30 de noviembre de 2014  | -                                                                            |
| 1.3                   | 1.3.12        | 13 de septiembre de 2015 | -                                                                            |
| 1.3                   | 1.3.13        | 20 de julio de 2016      | -                                                                            |
| 1.3                   | 1.3.14        | 6 de marzo de 2017       | -                                                                            |
| 1.3                   | 1.3.15        | 12 de mayo de 2017       | -                                                                            |
| 2.0                   | 2.0.3         | 12 de junio de 2019      | -                                                                            |
| 2.0                   | 2.0.4         | 12 de diciembre de 2021  | -                                                                            |
| 2.0                   | 2.0.5         | 15 de diciembre de 2021  | -                                                                            |
| 2.2                   | 2.2.0         | 28 de abril de 2025      | -                                                                            |